# Luchtkwaliteitsscherm
Een luchtkwaliteitsscherm is een voorziening langs een autoweg waarmee beoogd wordt de luchtkwaliteit in de omgeving te vergroten. Het gaat hierbij om het verlagen van de concentraties stikstofoxiden (NOx) en fijnstof.
In 2012 kwamen luchtkwaliteitsschermen in Nederland in de belangstelling als gevolg van het voornemen van minister Melanie Schultz van Haegen om de maximumsnelheid op de Rijksweg A2 te verhogen naar 130 km/u. Om bij die verhoogde snelheid aan de milieueisen te kunnen blijven voldoen zou een luchtkwaliteitsscherm mogelijkheden bieden.